# チリーウミツバメ
チリーウミツバメ（学名：Oceanodroma hornbyi ）は、ミズナギドリ目・ウミツバメ科に分類される海鳥の一種で、南米西海岸沖のフンボルト海流の流れる海域に生息する。他のウミツバメの仲間と比べて、黒い頭頂部、白い顔と腹、分岐した尾と首元の黒い帯が特徴的な種である。ペルー、チリ、エクアドル沖で比較的一般的にみられる種である。学名は19世紀の大英帝国海軍提督Phipps Hornbyに因む。

## 分布
南アメリカ沖

## 生態等
チリーウミツバメの知見は少なく、コロニーや巣はみつかっていない。